# Heveskes

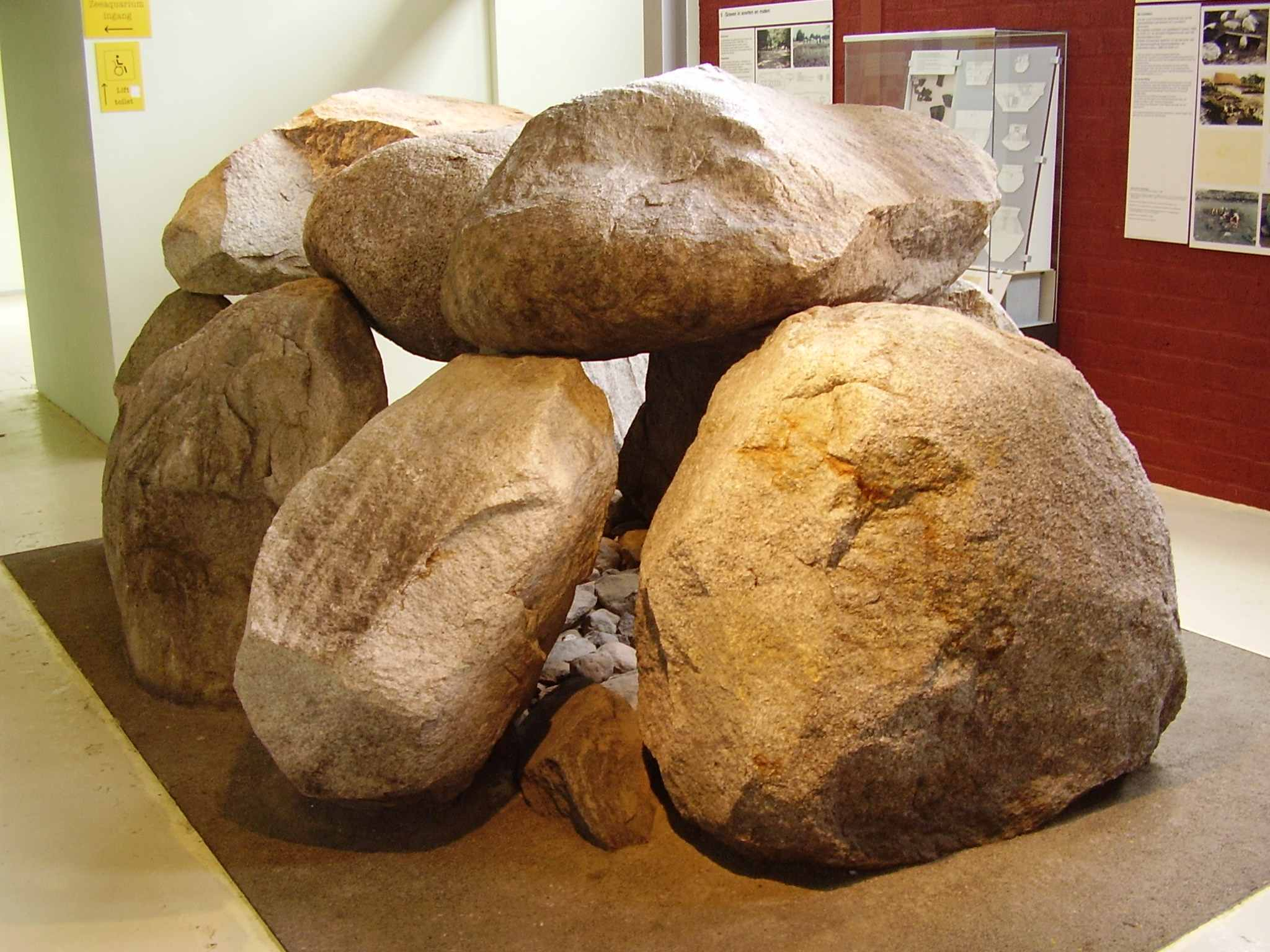
Le dolmen trouvé sous le tertre lors des fouilles archéologiques

Heveskes était un village néerlandais situé dans la commune de Delfzijl, en province de Groningue.
Dans les années 1970, le village a dû céder la place à une nouvelle zone industrielle du port de la ville de Delfzijl. La seule chose - à part le nom - qui persiste du village est l'ancienne église paroissiale, située sur le tertre central du village, et une étable en face l'église. La partie la plus ancienne de l'église date d'environ 1200.
Lors de la création de la zone industrielle, des fouilles archéologiques y ont eu lieu. En cherchant les fondements du monastère de Heveskes (Heveskesklooster), on a trouvé par hasard un grand dolmen. Il s'agissait du dolmen trouvé le plus au nord des Pays-Bas. Le dolmen a été déterré et déplacé au musée local de Delfzijl.

## Source
- (nl) Cet article est partiellement ou en totalité issu de l’article de Wikipédia en néerlandais intitulé « Heveskes » (voir la liste des auteurs).